# The Code Monkeys
The Code Monkeys était un studio de développement de jeux vidéo basé à Dewsbury. Il a été fondé en 1988 et a été fermé en 2011.

## Ludographie
- 1983 : Spectron (ZX Spectrum)
- 1985 : The Scout Steps Out (Amstrad CPC)
- 1986 : Radzone (Amstrad CPC)
- 1987 : Dragon's Lair (Amstrad CPC)
- 1988 : Bio Spheres (Amstrad CPC)
- 1988 : NorthStar (Atari ST)
- 1988 : The Games: Summer Edition (Amiga, Atari ST)
- 1988 : The Games: Winter Edition (Atari ST)
- 1988 : The Games: Winter Edition (Atari ST)
- 1990 : The Game of Harmony (Amstrad CPC, Commodore 64, Game Boy, ZX Spectrum), aussi connu sous le nom de E-Motion et Sphericule
- 1990 : Mean Streets (Amiga)
- 1990 : Crime Wave (Amiga, Atari ST)
- 1991 : Asteroids (Game Boy)
- 1992 : Missile Command (Game Boy, Game Boy Color)
- 1992 : Universal Soldier (Mega Drive, Game Boy)
- 1992 : Gunboat (TurboGrafx-16)
- 1992 : Centipede (Game Boy)
- 1993 : Surgical Strike (Mega-CD, 32X)
- 1994 : Tomcat Alley (Mega-CD, Windows)
- 1995 : Wirehead (Mega-CD)
- 1996 : Road Rash (Game Boy)
- 1999 : Live Wire! (PlayStation)
- 2000 : The Dalmatians (PlayStation)
- 2000 : Moses Prince of Egypt (PlayStation)
- 2000 : Force 21 (Game Boy Color)
- 2001 : Anastasia (PlayStation)
- 2002 : X-Bladez: Inline Skater (Game Boy Advance)
- 2002 : Hunchback of Notredame (PlayStation)
- 2002 : Shrek: Treasure Hunt (PlayStation)
- 2002 : The Simpsons Skateboarding (PlayStation 2)
- 2003 : Dinosaurs (PlayStation)
- 2003 : Animal Football (PlayStation)
- 2003 : Winky the Little Bear (PlayStation)
- 2003 : Detective Mouse (PlayStation)
- 2003 : Atlantis: The Lost Continent (PlayStation)
- 2003 : Lion and the King 2 (PlayStation)
- 2003 : Toys (PlayStation)
- 2003 : Herkules (PlayStation)
- 2004 : CT Special Forces 3: Bioterror (PlayStation)
- 2004 : Croque Canards (PlayStation)
- 2004 : Garfield (PlayStation 2, Windows)
- 2005 : Animal Soccer World (PlayStation 2)
- 2006 : Crazy Frog Racer (Nintendo DS)
- 2006 : Mighty Mulan (PlayStation 2)
- 2007 : Alan Hansen's Sports Challenge (PlayStation 2)
- 2008 : Postman Pat (PlayStation 2)
- 2008 : Castlevania: Aria of Sorrow (J2ME)
- 2009 : Triple Shot Sports (Wii, iOS)
- 2009 : World Championship Games: A Track & Field Event (Nintendo DS)
- 2009 : 8BallAllstars (Nintendo DS)
- 2009 : Casper, l'école de la Peur : La Terrifiante Journée de sport (Nintendo DS)
- 2009 : Manic Monkey Mayhem (Wii, PlayStation Portable, iOS)
- 2009 : Triple Throwing Sports (Wii)
- 2009 : Triple Jumping Sports (Wii)
- 2009 : Triple Running Sports (Wii)